# Alfred Rosch
Alfred Rosch (* 12. Mai 1899 in Knautkleeberg; † 5. Juli 1945 in Großzschocher) war ein deutscher kommunistischer Funktionär und Sportler.
Alfred Rosch war ein kommunistischer Aktivist der ersten Stunde. In den  1920er Jahren gründete er die Motorradsparte des „Rad- und Kraftfahrerbundes Solidarität“ von Knautkleeberg-Großzschocher. Außerdem war er Mitglied des „Arbeiter-Turn- und Sportbundes“ (ATB) sowie der KPD. Rosch arbeitete als Dreher in der Allgemeinen Transportanlagen-Gesellschaft. Wegen seines gewerkschaftlichen Engagements in diesem Betrieb wurde er entlassen. Daraufhin machte er sich mit einer Reparaturwerkstatt für Fahr- und Motorräder selbständig. Diese Werkstatt wurde zu einem Treffpunkt der Arbeitersportler. Rosch war Mitglied der Kampfgemeinschaft für Rote Sporteinheit.
In der Zeit des Nationalsozialismus dienten Kisten mit Ersatzteilen, die Rosch geliefert wurden, als Tarnung für den Transport damals illegaler Schriften. Von 1935 bis 1936 war er deshalb inhaftiert. Anschließend hielt er Kontakt zu Widerstandsgruppen, ohne selbst einer anzugehören.
Im Mai 1945 begann Rosch den Wiederaufbau der KPD in Großzschocher. Bei der Bewachung des dortigen Ritterguts, wo Lebensmittel gelagert waren, wurde er in der Nacht zum 5. Juli 1945 von Plünderern erschossen.
Roschs Tochter war die ehemalige DDR-Politikerin Ingeburg Lange, seine Enkelin die Berliner Schriftstellerin Katja Lange-Müller. Von 1965 bis 2001 war die heutige Eichelbaumstraße in Leipzig nach ihm benannt, ebenso die 60. Polytechnische Oberschule im Südwesten der Stadt. Bis 1992 führte die Radrennbahn Leipzig in Kleinzschocher nach ihm den Namen Alfred-Rosch-Kampfbahn.